# Google眼镜
Google眼镜（Google Glass）是一款配有光学头戴式显示器（OHMD）的可穿戴式电脑，由Google開發，其目標是希望能製造出供給大眾消費市場的普適計算裝置。Google眼鏡以免手持、與智慧型手機類似的方式顯示各種資訊。穿戴者透過自然語言語音指令與網際網路服務聯繫溝通。
Google提供四種處方鏡片用鏡框款式選擇，售價約為225美元。Google也與擁有Ray-Ban、Oakley等品牌的眼鏡商Luxottica合作，推出其他的鏡框設計款式。Google於2014年4月15日於美國限時販售Google眼鏡，售價為1500美元。2014年5月13日，Google宣布在美國市場公開發售Google眼鏡。只要仍有庫存，任何人均可以1500美元的價格購買這款産品。
2015年1月15日，Google宣布将停止生产当前形式的Google眼镜，但仍致力于产品的开发。之後Google推出了两款企业版的Google眼镜。不過这两款企业版于2023年3月15日停止销售。

## 開發
Google眼鏡是由Google X團隊開發，該團隊隸屬於Google旗下，專責研究自動駕駛汽車等先進科技。
軍方自1995年起開始研究光學式頭戴式顯示器，而Google眼鏡與過去的頭戴式顯示器相較來得更加輕薄。Google眼鏡的原型是將一般眼鏡的鏡片替換為抬頭顯示器。Google在2011年夏天製作的原型重量為8英磅（3,600克），而最近的版本則已輕於市售的一般太陽眼鏡。
Google眼鏡在2012年4月開始測試。谢尔盖·布林在2012年4月5日於舊金山舉行的「Foundation Fighting Blindness」慈善晚會上佩戴了原型產品。2012年5月，Google首次展示Google眼鏡拍攝影片的功能。
2013年4月，Google眼鏡的探索者版本（Explorer Edition）以1500美元的價格提供給測試者和Google I/O開發者。
2013年4月10日，美国科技博客Gizmodo发布了一张图片，揭示了Google智能眼镜的工作原理。它承载着可穿戴设备的开端，它极具想象空间、前途不可限量。但现在看来，它暂时只是一个手机伴侣，基础通信、文字输入依赖手机。2013年10月30日又在Google+上发布了第二代Google眼镜的照片。第一代Google眼镜使用了骨传导技术为用户播放声音，而新产品则新增了耳塞。除此之外，Google还表示，新产品还将兼容新款太阳镜和各种视力矫正眼镜。
2013年11月12日，发布Google眼镜的一系列新功能，包括搜索歌曲、扫描已保存播放列表，以及收听高保真音乐等。
2014年3月3日，谷歌眼镜升级至Android 4.4。
Google於2014年4月15日於美國限時販售Google眼鏡，售價為1500美元。2014年5月13日，Google宣布在美國市場公開發售Google眼鏡。只要仍有庫存，任何人均可以1500美元的價格購買這款産品。
2017年7月，Google眼鏡企業版發布，在美國企業如波音中通行。目前已有協助自閉症兒童學習社交技巧的案例。

## 功能

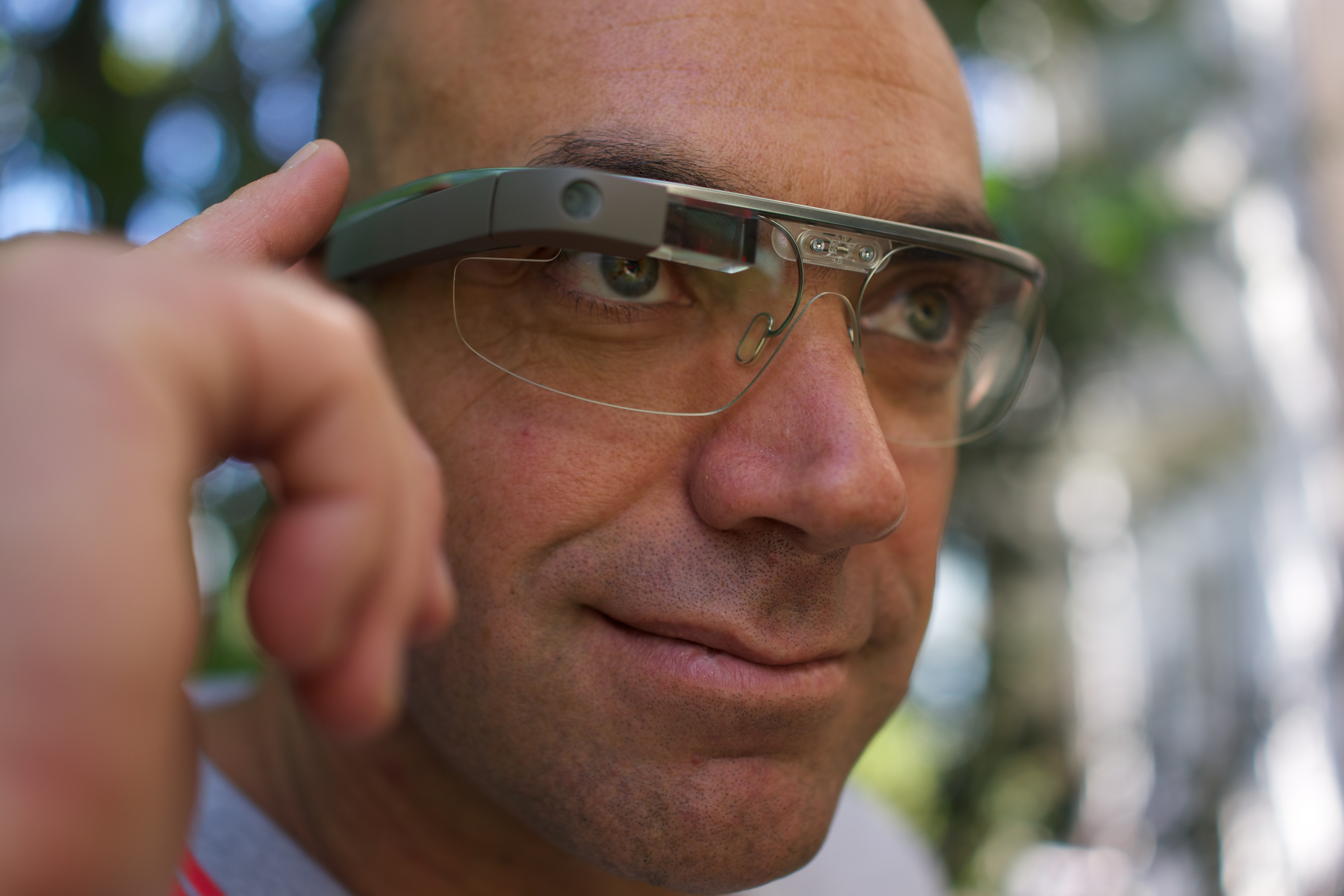
一名男子使用內建的觸控板來控制Google眼鏡

觸控板
Google眼鏡的側面配有一塊觸控板（位于太阳穴和耳朵之间），用户可以通过滑动來控制时间线形式的用户界面。向后滑动显示当前的事件，如：天气，向前滑动显示历史事件，如：电话、照片、Google+通知等等。
相機
Google眼鏡內建的相机可以拍摄照片或录制720p的高清视频。当录制视频时，屏幕保持常亮。
顯示器
探索者版本的Google眼鏡使用液晶覆硅、场色序法（field-sequential color）的LED背光顯示器。顯示器的LED光線先經P偏振後穿越偏振分光棱镜（PBS）照射在液晶覆矽面板上。面板將光線反射並透過主動像素感測器進行S偏振。內部的偏振分光棱镜接著將S偏振的光線區塊以45度角折射，穿越外部分光棱镜後傳到另一端的準直器（collimator）上。最後外部分光棱镜（實際上是一個偏振反光鏡）將經過準直的光線以另一方向的45度角反射至穿戴者眼中。
交通信息和地图服务
谷歌眼镜可以根据你的位置来提供相应的交通信息，如果地铁暂停服务了，它会弹出及时的消息提醒。同时，它还可以提供地图服务，不过地图服务暂时并未实现全屏渲染叠加图层的效果。另外，还可以使用增强GPS（GPS+无线网络）来确定你的室内位置，从而浏览室内地图。
游戏
谷歌眼镜上也有一些小游戏，可以让你通过手势操作，具有一定的虚拟现实效果。

## 获奖情况
2012年11月，美国《时代》杂志评选出了2012年最佳发明，谷歌眼镜荣获此殊荣。

## 軟體

### 應用程式
Google眼鏡的應用程式是由第三方開發者製作並免費提供。此外Google眼鏡也可執行許多Google自家的應用程式，包括Google Now、Google Maps、Google+和Gmail等。
已公開的第三方應用程式包括Evernote、Skitch、紐約時報和Path。
2013年4月15日，Google釋出Mirror编程接口（Mirror API），讓開發者可以著手製作應用程式。在開發者服務條款中，載明開發者不得在應用程式中附加廣告，也不得對應用程式收費；一名Google的發言人曾向媒體表示這項規定在未來可能會有所修改。
許多開發商和公司已投入打造Google眼鏡的各類應用程式，包括新聞、臉部辨識、運動、照片控制、翻譯和社交網站服務分享等。
其中有影像辨識技術，戴上Google眼镜輕輕點擊眼鏡側邊或是聲控，眼鏡掃過書本瞬間截圖，影像連結到手機上並出現在顯示器畫面右上角，技術來自Viscovery創意引晴公司。

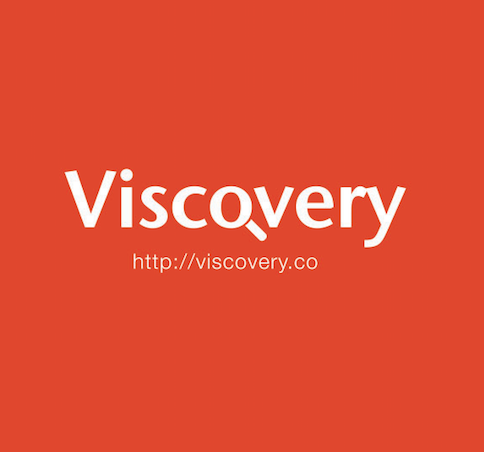
Viscovery logo

2013年5月16日，Google宣布推出七個新的應用程式，包括Evernote的備忘事項提醒、來自《ELLE》雜誌的時尚資訊和來自CNN的新聞通知等。
XE8版本的Google眼鏡軟體更新在2013年8月12日推出。加入了可控制的影片播放器、張貼Path狀態更新，並讓使用者可儲存記事至Evernote。其他的改進包括音量控制、語音辨識和數張新的Google Now卡片。
2013年11月19日，Google公開了「眼鏡開發套件」（Glass Development Kit），使得开发者可以开发直接运行于眼镜中、能够调用其内置的各种传感器的引用。同时还展示了使用该开发套件开发的翻譯應用程式Word Lens、烹飪應用程式AllTheCooks，以及運動應用程式Strava等。

### MyGlass
Google推出了搭配Google眼鏡使用的Android和iOS應用程式「MyGlass」，可讓使用者控制和管理Google眼鏡。

### 語音控制
除了觸控板之外，使用者也可使用「語音指令」控制Google眼鏡。要啟動眼鏡，佩戴者將頭部向上仰30度（角度可在設定中調整）或點擊觸控板，並說「OK, Glass」。眼鏡啟動後，佩戴者可接著說出動作指令，例如「Take a picture」（拍攝照片）、「Record a video」（錄製影片）、「Google 'What year was Wikipedia founded?'"」（Google搜尋「維基百科是何年創立？」）、「Get directions to the Eiffel Tower」（規劃到艾菲爾鐵塔的路線）或「Send a message to John」（傳送訊息給約翰）等。搜尋結果將會朗讀給佩戴者聆聽，語音透過骨传导傳遞，因此周圍的其他人將幾乎無法聽到。

## 主要问题

### 隐私权疑虑
許多來源憂慮Google眼鏡可能侵犯隱私權，以及其他的禮儀或倫理問題，包括佩戴者可於公共場合在他人未察覺的情況下錄製拍攝影片或照片。對於Google眼镜因安全問題和其他原因可能危害隱私權也產生了爭議。
隱私權主張者擔心眼鏡佩戴者將能透過臉部辨識應用程式辨認公共場所的陌生人，或暗中錄下私人對話並公開傳播。部分美國公司在辦公場所張貼了禁止佩戴Google眼鏡的告示。
2013年7月，軟體公司蘭布達實驗室（Lambda Labs）的共同創辦人史蒂芬·巴拉本（Stephen Balaban）透過建立未經Google認可的自家作業系統，以繞過對於該公司開發之Google眼鏡用臉部辨識軟體的禁令。接著巴拉本在Google眼鏡上成功安裝臉部掃描辨識軟體，該軟體在掃描人臉後可顯示該人物與眼鏡佩戴者之間的共通之處，例如共通朋友和興趣等。此外，邁可·迪紀凡尼（Michael DiGiovanni）发现Google眼镜内置了一個讓使用者只需眨眼即可拍攝照片的隐藏功能（现已公开），并開發了「Winky」應用程式开启该功能。Lookout行動安全公司的馬克·羅傑斯（Marc Rogers）發現使用者若不慎拍攝惡意QR碼，可能因此讓Google眼鏡被入侵。

### 售价过高
单纯从材料成本上来看，谷歌眼镜并不太奢侈（材料成本僅152美元）。但當與售價相比時，價格高達1500美元，相差高達十倍，價格明顯地不夠大眾化。

### 分散注意力
佩戴谷歌眼镜时，用户右眼球必须看着视野右上方的投影仪微光，才能看清楚数据与文字，但这样可能会造成用户注意力分散，带来潜在的危险。

## 技術規格

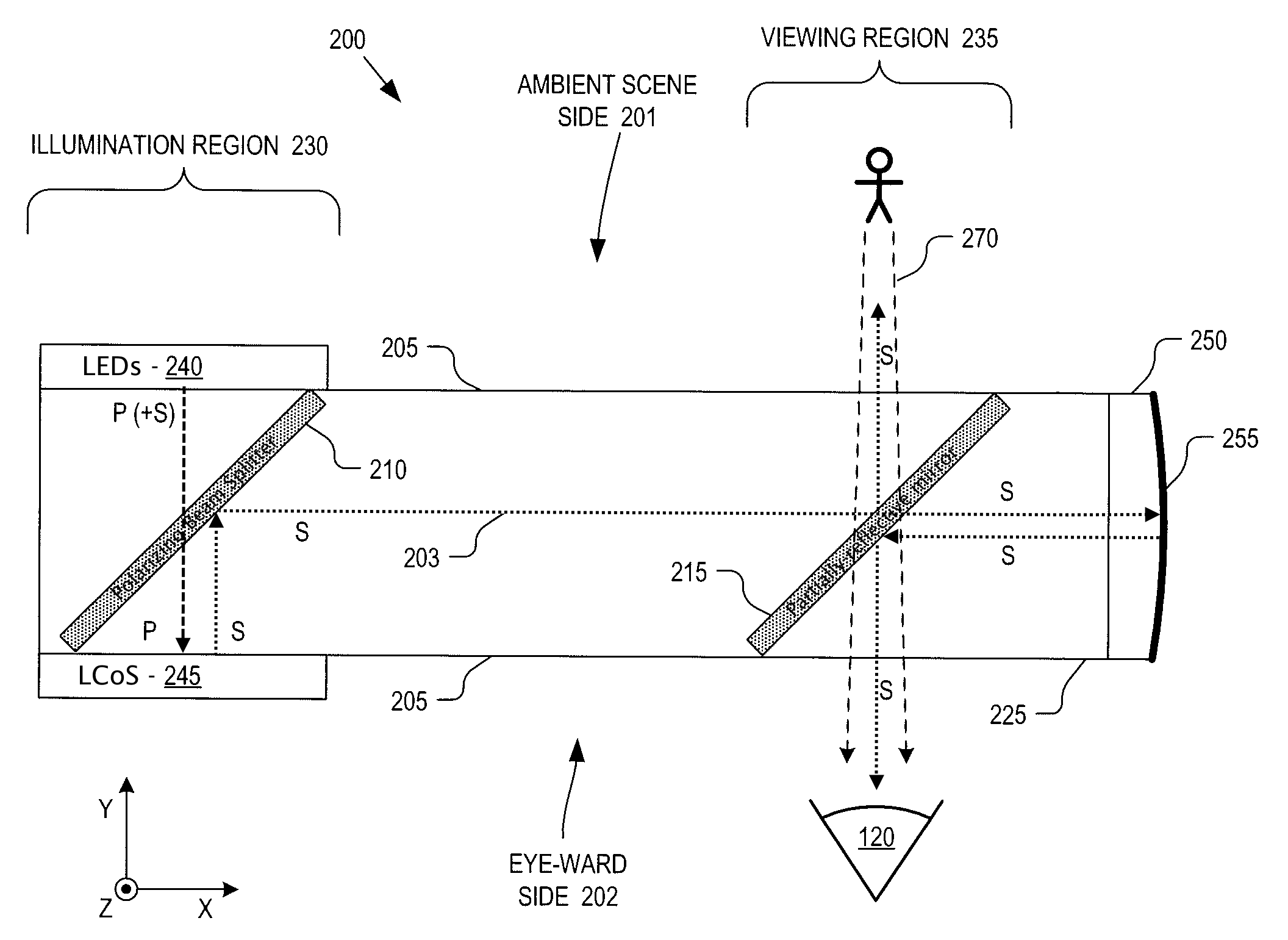
Google眼镜光学原理图

探索者版本：
- Android[64] 4.4.4（截至XE22版固件）
- 640×360 (hdpi) Himax helloHX7309显示屏[4][29]
- 500万像素相機、可錄製720p高清影片[6]
- Wi-Fi 802.11b/g無線網路[6]
- 藍牙[6]
- 16GB快閃記憶體儲存裝置（其中12 GB可用）[6]
- 德州儀器OMAP 4430 SoC雙核心1.2Ghz Dual (ARMv7)[4]
- 682MB（第一、二批）或3GB（第三批）RAM[65]
- 三軸陀螺仪[66]
- 三軸加速規[66]
- 三軸磁强计（電子羅盤）[66]
- 光线传感器和距离传感器[66]
- 骨传导耳机[6]